# Olwen Brogan
Olwen Phillis Brogan O.B.E., auch Olwen Hackett (* als Olwen Phillis Francis Kendall am 15. Dezember 1900 in Holyhead; † 18. Dezember 1989 in Cambridge), war eine britische Provinzialrömische Archäologin. Sie gilt als herausragende Erforscherin des antiken römischen Libyen, insbesondere Tripolitanien.
Olwen Brogan war die Tochter von George und Phillis Kendall. Sie studierte Latein, Römische Geschichte und Archäologie („Roman Studies“ und „Roman Archaeology“) am University College London. Praktische Erfahrungen machte sie bei Ausgrabungen in Verulamium und Caerleon unter Mortimer Wheeler. In ihrer Masterarbeit beschäftigte sie sich mit dem Römischen Limes in Deutschland. In den 1930er Jahren nahm sie an Ausgrabungen in Gergovia teil. Danach wurde sie bis zu ihrer Eheschließung mit dem Historiker Denis William Brogan Mitarbeiterin des University College London. Mit Denis Brogan hatte sie vier Kinder, darunter den Historiker Hugh Brogan. In dieser Zeit konnte sie sich nur selten ihren wissenschaftlichen Studien widmen.
Erst nach dem Zweiten Weltkrieg konnte sie sich wieder verstärkt ihrer Forschungsarbeit widmen. In Tripolitanien hatte sie erstmals seit ihren Grabungen in England wieder Kontakt zu Richard Goodchild (1918–1968), der von 1946 bis 1948 für die englische Militärverwaltung als Chef der Antikensammlungen zuständig war und ab 1953 in gleicher Position die Provinz Kyrene verwaltete. Mit Kathleen Kenyon grub sie in Sabrata, mit John Ward-Perkins in Leptis Magna, jeweils in Libyen. Mitte der 1950er Jahre begann sie mit den Arbeiten in Ghirza. Hier grub sie bis in die 1960er Jahre nicht nur in der Stadt selbst, sondern auch in der Umgebung in den befestigten Bauernhöfen sowie den Nekropolen vor der Stadt. In dieser Zeit war Brogan auch Gründerin der Society for Libyan Studies sowie Begründerin und erste Herausgeberin des Journal of Libyan Studies. Nachdem ihr Mann 1974 verstorben war, heiratete sie Charles Hackett. Bis in den 1980er Jahren blieb sie in Libyen. Nach der Rückkehr nach England veranstaltete die Society for Libyan Studies Hackett zu Ehren eine Konferenz in Cambridge. Lady Brogan verstarb drei Tage nach ihrem 89. Geburtstag, hoch geehrt als Officer of the Order of the British Empire. Ihr Grab befindet sich auf dem Ascension Parish Burial Ground in Cambridge.